# Byron Scott
Pour les articles homonymes, voir Scott.
Byron Scott, né le 28 mars 1961 à Ogden dans l'Utah, est un joueur puis entraîneur américain de basket-ball. 
Évoluant au poste d'arrière, il effectue l'essentiel de sa carrière de joueur avec les Lakers de Los Angeles, remportant trois titres NBA, en 1985, 1987 et 1988, avant de jouer aux Pacers de l'Indiana, chez les Grizzlies de Vancouver et de terminer en Europe au sein du Panathinaïkos. Il connait ensuite une carrière entraîneur, avec les Nets du New Jersey, les Hornets de La Nouvelle-Orléans, les Cavaliers de Cleveland dans son ancien club des Lakers de Los Angeles.

## Biographie

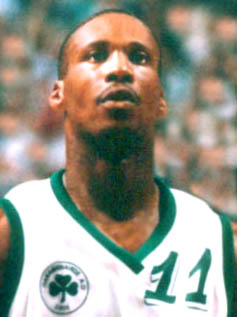
Byron scott sous le maillot du Panathinaïkos.

Après avoir grandi à côté du « Great Western Forum » d'Inglewood, hôte du club de NBA des Lakers de Los Angeles, il est sélectionné par les Clippers de San Diego avant de rejoindre aussitôt les Lakers après un échange.
Lequel lui offre la chance d'évoluer au sein de l'équipe du Showtime auprès de Magic Johnson, James Worthy, Kareem Abdul-Jabbar. Durant les dix saisons de cette période, il obtient à trois reprises la bague de champion NBA, en 1985, 1987, 1988.
Après des passages chez les Pacers de l'Indiana et les Grizzlies de Vancouver, il revient achever sa carrière NBA dans son ancien club des Lakers, évoluant dans un poste de mentor auprès des Kobe Bryant et Shaquille O'Neal.
Il franchit ensuite l'Atlantique et rejoint la ligue grecque pour évoluer au Panathinaïkos. Il contredit les sceptiques qui critiquent son âge avancé, 36 ans, et son probable manque de motivation après une carrière NBA aussi remplie. Il termine la saison régulière à 18,3 points de moyenne. Mais c'est surtout lors des play-offs qu'il démontra tout son talent : il termine MVP de la série finale qui l'oppose au PAOK Salonique, grâce notamment au match décisif au cours duquel il limite son opposant direct Peja Stojakovic à un piètre 3 sur 13 pour seulement 14 points ; sa contribution personnelle au score est en plus de 23 points.
Après sa carrière de joueur, il entame une carrière d'entraîneur. il occupe tout d'abord un poste d'assistant de Rick Adelman aux Kings de Sacramento pendant deux saisons. Il prend ensuite le poste d'entraîneur en chef chez les Nets du New Jersey. Après une première saison dont le bilan est de 26 victoires pour 56 défaites, il conduit son club la saison suivante à l'un des meilleurs retournement de situation de l'histoire de la NBA : les Nets remportent 52 victoires pour 30 défaites lors de la phase régulière. Puis, après avoir successivement éliminé les Pacers de l'Indiana, les Hornets de Charlotte et les Celtics de Boston, les Nets échouent face aux Lakers en finale NBA sur le score de 4 victoires à 0. La saison suivante, le club termine sa saison régulière avec 49 victoires, avant de se débarrasser de Milwaukee, Boston et Detroit, ils échouent de nouveau en finale, face aux Spurs de San Antonio sur le score de 4 à 2.
En 2004, il reprend les Hornets de la Nouvelle-Orléans à la suite de Tim Floyd, démis de ses fonctions. Il décide de restructurer complètement le club. Sa première saison se termine avec un bilan de 18 victoires pour 64 défaites. La saison suivante, malgré le fait de disputer ses rencontres à domicile dans plusieurs villes en raison des dégâts de l'Ouragan Katrina, le club finit la saison avec un bilan de 38 victoires pour 44 défaites. La progression de son équipe est ralentie la saison suivante en raison de très nombreuses blessures au sein du club. Pour la saison 2007-08, les Hornets, emmenés par Chris Paul et Peja Stojakovic, terminent au deuxième rang de la Conférence Ouest, remportant 56 rencontres pour 26 défaites.
Après avoir éliminé les Mavericks de Dallas quatre victoires à une, les Hornets échouent finalement face aux Spurs de San Antonio en demi-finale de Conférence lors du septième match de la série qui se déroulait à la Nouvelle-Orléans sur le score de 91 à 82. Au terme de cette saison historique, Scott est nommé entraîneur de l'année.
La saison suivante, les Hornets, septième de la Conférence Ouest, atteignent de nouveau la phase de playoff. Ils rencontrent les Nuggets de Denver qui remportent la série sur le score de 4 à 1, dont une victoire 121 à 63 lors de la quatrième rencontre, disputée à la Nouvelle-Orléans. L'écart de 58 points est le plus gros réalisé lors d'une rencontre de playoff.
Les Hornets débutent la saison NBA 2009-2010 par 3 victoires et 6 défaites. Ce bilan est fatal à Byron Scott qui est remplacé sur le banc par le General Manager Jeff Bower.
Le 1er juillet 2010, il est nommé à la tête des Cavaliers de Cleveland. Le 17 avril 2013, Byron Scott, en poste depuis trois ans, est demis de ses fonctions d'entraîneur par les Cavaliers de Cleveland après les mauvais résultats de son équipe (24 victoires pour 58 défaites).
Byron Scott est démis de ses fonctions d'entraîneur par les Lakers de Los Angeles à cause de très faibles résultats.

## Palmarès

### Club
- 3 titres NBA en 1985, 1987, 1988
- Champion de Grèce 1998

### Distinction personnelle
- Sélectionné en 4e position par les San Diego Clippers lors de la draft 1983
- MVP de la finale du championnat grec 1998

- 2 finales NBA en 2002 et 2003
- Entraîneur de l'année en 2008

## Pour approfondir